# Districtul Vásárosnamény
Vásárosnamény (în maghiară Vásárosnaményi járás) este un district în județul Szabolcs-Szatmár-Bereg, Ungaria.
Districtul are o suprafață de 617,94 km2 și o populație de 38.363 locuitori (2013).